# Factor V Leiden
Factor V Leiden (met de V uitgesproken als vijf) is een afwijkende vorm van een van de eiwitten die de bloedstolling regelen. De term wordt ook wel gebruikt voor de aandoening die hier het gevolg van is.
Hierbij is er een puntmutatie opgetreden in het gen voor stollingsfactor V. Bij iemand die heterozygoot is voor factor V Leiden, bestaat er een licht verhoogde neiging tot bloedstolling, bij iemand die homozygoot is voor de factor is die neiging vele malen groter.
De mutatie is genoemd naar de stad Leiden in Nederland, aangezien deze voor het eerst geïdentificeerd werd aan de Rijksuniversiteit Leiden door prof. R.M. Bertina et al. in 1994.

## Werkingsmechanisme
Geactiveerde factor V is een van de bloedstollingsfactoren die een rol spelen bij de vorming van trombine en fibrine, met als gevolg de vorming van een bloedstolsel. Geactiveerd factor V wordt gesplitst door geactiveerd proteïne C (APC) bij aminozuur Arginine506. Door deze splitsing wordt factor V geïnactiveerd.
Bij de mutatie factor V Leiden is het aminozuur arginine vervangen door glutamine. De splitsing van geactiveerd factor V door APC verloopt hierdoor ongeveer tien maal langzamer. Dit heeft tot gevolg dat de stollingscascade langer actief blijft, en de stollingsneiging toeneemt. Dit wordt APC-resistentie genoemd, omdat factor V Leiden resistenter is tegen de inactivatie door het eiwit APC.

## Gevolgen
Er is een verhoogde kans op stolselvorming van het bloed in de bloedvaten. Dat kan een spontane trombose tot gevolg hebben.
De heterozygote vorm van de mutatie geeft een vijf- tot tienmaal verhoogde kans op trombose. De homozygote vorm van de mutatie geeft een vijftig- tot honderdmaal verhoogde kans op trombose. De kans op longembolie is bij heterozygote dragers van factor V Leiden verhoogd met een factor vijftien.
Zwangerschappen bij vrouwen met deze aandoening eindigen wat vaker in miskramen of doodgeboortes. Dat komt doordat het gemuteerde stollingsgen zorgt dat stolselvorming optreedt in de placenta.
Voor vrouwen met een factor-V-Leiden-mutatie die eerder een veneuze trombose hebben doorgemaakt, is het gebruik van orale anticonceptiva gecontra-indiceerd.

## Diagnose
Aan de aandoening kan worden gedacht:
- als er trombose in de familie voorkomt (recidiverende veneuze trombose/longembolie)
- als bekend is dat factor-V-Leiden-mutatie bij een van de ouders of naaste familieleden voorkomt
- bij veneuze trombose op jeugdige leeftijd
- bij trombose zonder duidelijke aanleiding of op een ongebruikelijke plaats
- bij habituele abortus in tweede en derde trimester
- bij vrouwen met een voorgeschiedenis van trombotische zwangerschapscomplicaties.

De diagnose wordt vervolgens gesteld door het doen van bloedonderzoek of DNA-onderzoek. De Factor-V-Leiden-mutatie kan worden aangetoond met behulp van de polymerasekettingreactie (PCR). DNA wordt geïsoleerd uit de cellen van perifeer bloed van de patiënt. Een klein deel van het gen dat codeert voor stollingsfactor V zal sterk worden vermenigvuldigd. Met behulp van enzymatische digestie kan een eventuele mutatie in het PCR-product aangetoond worden. Er kan sprake zijn van geen mutatie oftewel wildtype. Er kan sprake zijn van 1 gemuteerd allel (heterozygoot) of beide allelen zijn gemuteerd (homozygoot). Het aantonen van de puntmutatie op DNA geeft een sensitiviteit en specificiteit van 100%. Bij patiënten die een beenmergtransplantatie of levertransplantatie hebben ondergaan, heeft onderzoek op DNA geïsoleerd uit de cellen van perifeer bloed van de patiënt geen zin. Een andere methode om op een indirecte manier de factor-V-Leiden-mutatie aan te tonen is door de gevoeligheid van plasma te onderzoeken voor de anticoagulante werking van geactiveerd proteïne C (APC). De aanwezigheid van de factor-V-Leiden-mutatie heeft namelijk invloed op de stollingstijd. Er zijn echter ook patiënten (<5%) met een verminderde gevoeligheid voor APC waarbij geen sprake is van een Factor-V-Leiden-mutatie. Er zijn ook nieuwe tests beschikbaar waarbij gebruik wordt gemaakt van factor-V-deficiënt plasma. Deze testen geven een 100% gevoeligheid voor de factor-V-Leiden-mutatie.

## Prevalentie
Factor V Leiden is de meest voorkomende stollingsafwijking en zit op de SNP rs6025.
De milde vorm van Factor V Leiden (heterozygoten voor de fVL-mutatie) komt bij 3 tot 8 op de 100 mensen voor. Ongeveer 1 op de 5000 mensen heeft de ernstige vorm (homozygoten).
De vraag rijst waarom een dergelijke, op het oog schadelijke mutatie toch in zo'n relatief groot percentage van de bevolking voorkomt. Het is mogelijk dat het heterozygoot zijn voor de afwijking een evolutionair voordeel biedt. Sommige onderzoekers speculeren dat een draagster van het gen in het evolutionair verleden minder kans had na een bevalling dood te bloeden, een vrij belangrijke sterfteoorzaak bij ontbreken van moderne verloskundige hulp. Soortgelijke hypothesen zijn opgesteld voor sikkelcelanemie en taaislijmziekte, twee andere aandoeningen waarvoor een aanzienlijk percentage van de bevolking heterozygoot is.

## Prognose
Bij tijdige opsporing van de aandoening is er een heel gunstige prognose. De gezondheidsproblemen die trombose veroorzaakt, en de zwangerschapsrisico’s, kunnen dan worden verkleind met medicatie. Mensen die weten dat ze drager zijn van de aandoening, kunnen ter preventie van trombose anticoagulantia gebruiken. Dit wordt op dit moment echter in het algemeen niet gedaan voordat er een trombose is opgetreden, aangezien ook het gebruik van bloedverdunners aanzienlijke risico's met zich meebrengt. Wel wordt geadviseerd risicosituaties te mijden en als dit niet mogelijk is eventueel preventief antistolling te geven. Homozygote vrouwen wordt meestal afgeraden de anticonceptiepil te gebruiken in verband met het verhoogde risico op trombose. Bij heterozygoten wordt dit door de meeste artsen niet onverantwoord geacht. Wel is het in dat geval nog belangrijker dan bij mensen zonder de afwijking om er niet ook bij te roken.
Het tromboserisico wordt bepaald door een combinatie van factoren. Ook andere risicofactoren kunnen een rol spelen zoals; proteïne-C-deficiëntie, proteïne-S-deficiëntie, antitrombinedeficiëntie, protrombinemutatie, antifosfolipidensyndroom, hyperhomocysteïnemie, verhoogde factor-VIII-spiegels. Ook een operatie, trauma, maligniteit of orale anticonceptie kunnen het ontstaan van trombose bevorderen.